# Heinrich Schüchner
Heinrich Schüchner (* 10. September 1908 in München; † 28. Januar 2006 ebenda) war ein deutscher Violoncellist und Musikpädagoge.

## Leben und Werk
Heinrich Schüchner studierte an der Akademie der Tonkunst München bei Johannes Hegar sowie an der Staatlichen Hochschule für Musik Berlin bei Emanuel Feuermann und privat bei Paul Grümmer.
Heinrich Schüchner war von 1934 bis 1943 Mitglied des Orchesters des Berliner Reichssenders und von 1943 bis 1945 des Bruckner Orchesters in Linz. 1945 wurde er Solovioloncellist beim NDR-Sinfonieorchester. Er trat auch solistisch und als Kammermusiker beispielsweise im Hamann-Quartett auf.
Ab 1953 lehrte er an der Musikhochschule Hamburg als Professor für Violoncello.